# Мегуреле (Молдова)
Мегуреле (рум. Măgurele) — село в Унгенському районі Молдови. Утворює окрему комуну.

## Населення
За даними перепису населення 2004 року у селі проживали 932 особи.
Національний склад населення села:
| Національність       | Кількість осіб | Відсоток   |
| -------------------- | -------------- | ---------- |
| молдавани румуни     | 914 12         | 98,1% 1,3% |
| українці             | 4              | 0,4%       |
| гагаузи              | 1              | 0,1%       |
| інша / без відповіді | 1              | 0,1%       |
| Всього               | 932            | 100%       |

## Видатні уродженці
- Тарлапан Юхим Костянтинович — молдовський письменник і сатирик.